# Ульяновское гвардейское суворовское военное училище
Ульяновское гвардейское суворовское военное училище — военное образовательное учреждение, расположенное в городе Ульяновске.
Является единственным действующим суворовским военным училищем, носящим почётное Гвардейское звание.

## История
Прародителем Ульяновского суворовского военного училища является Симбирская военная гимназия, открытая 7 сентября 1873 года, которая просуществовала в таком виде почти девять лет, а 22 июля 1882 года была преобразована в Симбирский кадетский корпус.
На базе кадетского корпуса в ноябре 1918 года была сформирована Симбирская школа взводных инструкторов РККА. Однако эта школа в таком виде оставалась недолго. Уже через месяц, в декабре 1918 года она была преобразована в Симбирские пехотные курсы. В июле 1919 года за отличие в борьбе с контрреволюцией и успехи в подготовке красных командиров курсы были награждены орденом Красного Знамени.
В январе 1923 года в состав Симбирской пехотной школы командного состава вливаются Самарские пехотные курсы, также награждённые орденом Красного Знамени. В связи с этим школа становится дважды Краснознамённой.
В связи со смертью В. И. Ленина и переименованием города Симбирска в Ульяновск, Симбирской пехотной школе командного состава, в январе 1924 года присваивается наименование «12-я Ульяновская дважды Краснознамённая пехотная школа командного состава имени В. И. Ленина».
Развитие РККА и создание в её составе броневых сил потребовали специально подготовленный командный состав. Для решения этой важнейшей задачи 12-я Ульяновская пехотная школа командного состава, в апреле 1932 года, была преобразована в бронетанковую школу, а затем, в июле 1935 года — в Ульяновское дважды Краснознамённое танковое училище имени В. И. Ленина.
В сентябре 1941 года, в связи с передислокацией из Минска, Минского танкового училища, Ульяновское танковое училище стало именоваться «1-е Ульяновское танковое училище», а Минское — «2-е Ульяновское танковое училище».
За успехи в подготовке специалистов для нужд фронта и 25-летию образования, в июне 1943 году, училищу присваивается звание «Гвардейского», а в июле этого же года оно награждается орденом Красной Звезды.
В сентябре 1966 года 1-е гвардейское Ульяновское танковое дважды Краснознамённое, ордена Красной Звезды училище имени В. И. Ленина преобразовано в высшее учебное заведение и перешло к четырёхгодичному сроку обучения и стало именоваться — Ульяновское гвардейское высшее танковое командное дважды Краснознамённое, ордена Красной Звезды училище имени В. И. Ленина.
11 июля 1991 года вышло постановление Кабинета Министров СССР № 463 «О создании Ульяновского и Бишкекского суворовских военных училищ» и приказ Министра обороны СССР № 395 от 9 сентября 1991 года — Ульяновское гвардейское высшее танковое командное дважды Краснознамённое, ордена Красной Звезды училище имени В. И. Ленина переформировать в Ульяновское гвардейское суворовское военное дважды Краснознамённое, ордена Красной Звезды училище. C этого года началась новейшая история училища.

## Новейшая история
С 15 ноября 1991 года в Ульяновском гвардейском суворовском военном училище в полном объёме начались учебные занятия. Эта дата является праздничной и отмечается как День училища.
12 июня 1993 года был произведён первый выпуск воспитанников училища.
С 1995 года училище переведено на 3-летнюю программу обучения.
В 1999 году были проведены организационные мероприятия по переходу с 9-ротной на 6-ротный штат.
22 октября 2007 года вышел приказ Минобороны РФ № 437 — с 1 июня 2008 года УГСВУ вошло в состав ВУЗ Воздушно-десантных войск с непосредственным подчинением Командующиему ВДВ.
21 апреля 2008 года вышла директива Министра обороны РФ № Д-30 введён 7-летний срок обучения.
14 ноября 2009 года училищу было вручено Георгиевское Знамя, как символ доблести и чести.
В 2010 году в училище была воссоздана домовая церковь Святителя Николая Чудотворца, которая действовала в Симбирском кадетском корпусе с 1879 по 1918 год. 24 ноября 2010 года церковь была освящена Архиепископом Симбирским и Мелекесским Проклом.
19 августа 2011 года распоряжением Правительством РФ № 11466-р, в результате слияния Ульяновского гвардейского суворовского военного училища и Военно-технического кадетского корпуса МО РФ (г. Тольятти), училище получило название Федеральное государственное казённое образовательное учреждение (ФГКОУ) «Ульяновское гвардейское суворовское военное училище Министерства обороны Российской Федерации».
С 2011 года училище размещается по адресу: ул. Карла Маркса, 39а, бывшее Ульяновское высшее военно-техническое училище.
В 2015 году училище получило копию Знамени Симбирского кадетского корпуса (образца 1903 г.).
С 6 по 9 сентября 2018 года училище торжественно отметило  100-летний юбилей танкового училища
15 августа 2022 года подписано соглашение о строительстве нового гвардейского суворовского военного училища на Верхней Террасе в Заволжском районе города. Координаты строительства нового гвардейского суворовского военного училища : 54°20′46″ с. ш. 48°31′01″ в. д..
Новое учебное заведение возводят в Заволжском районе Ульяновска на площади более 20 гектаров. Темп строительства высокий и уже в сентябре 2024 года училище откроет свои двери для кадетов. А на базе бывшего технического училища откроется Ульяновское Высшее военное авиационное училище, где будут готовить пилотов Военно-транспортной авиации (ВТА) .
5 октября 2024 года на Верхней Террасе, на улице Героев Гостомельского десанта, д 1, официально открылось новое Ульяновское суворовское училище.

## Деятельность
За относительно небольшое время существования Суворовского военного училища (с 1991 года), выпускниками Училища стали более 3 тысяч юношей, в настоящее время успешно продолжающие обучение в высших военных учебных заведениях страны и службу в офицерских званиях в Вооружённых Силах Российской Федерации, Пограничной службе ФСБ России, МВД России. Гордостью училища являются 94 суворовца, закончивших его с золотой и серебряной медалями.                                                                                           

## Руководители училища
- 1991 — 1994 — гвардии генерал-майор Пчелинцев, Владимир Иванович;
- 1994 — 2000 — гвардии генерал-майор Соколов, Пётр Алексеевич[14];
- 2000 — 2008 — гвардии генерал-майор Антонов, Владимир Павлович;
- 2009 — 2025 — полковник запаса Шкирков, Владимир Фёдорович †.[15][16][17]

## Известные выпускники
- Осокин Алексей Николаевич — командир десантно-штурмового батальона. Посмертно присвоено звание Героя России[18][19].
- Елизаров Антон Олегович — командир отряда ЧВК «Вагнер», в 1998 году окончил Ульяновское суворовское училище[20].
- Курилкин Тимур Викторович — российский военнослужащий, командир 9-й отдельной гвардейской мотострелковой бригады Народной милиции ДНР. Герой России (2024), Герой ДНР (2022)[21][22].
- Епифанов Вадим Владимирович — командир разведроты десантно-штурмовой дивизии. Посмертно присвоено звание Героя России[23][24][25].
- Завадский Владимир Васильевич — генерал-майор, командир 4-й гвардейской танковой Кантемировской дивизии (2018—2021), заместитель командующего 14-го армейского корпуса (с 2022), погиб 28 ноября 2023 г., окончил Ульяновское суворовское училище[26][27].
- Бадаев Дмитрий Александрович — полковник, начальник Межвидового регионального учебного центра связи — начальник Ульяновского гарнизона, окончил Ульяновское суворовское училище с золотой медалью[28][29][30][31].

## Галерея

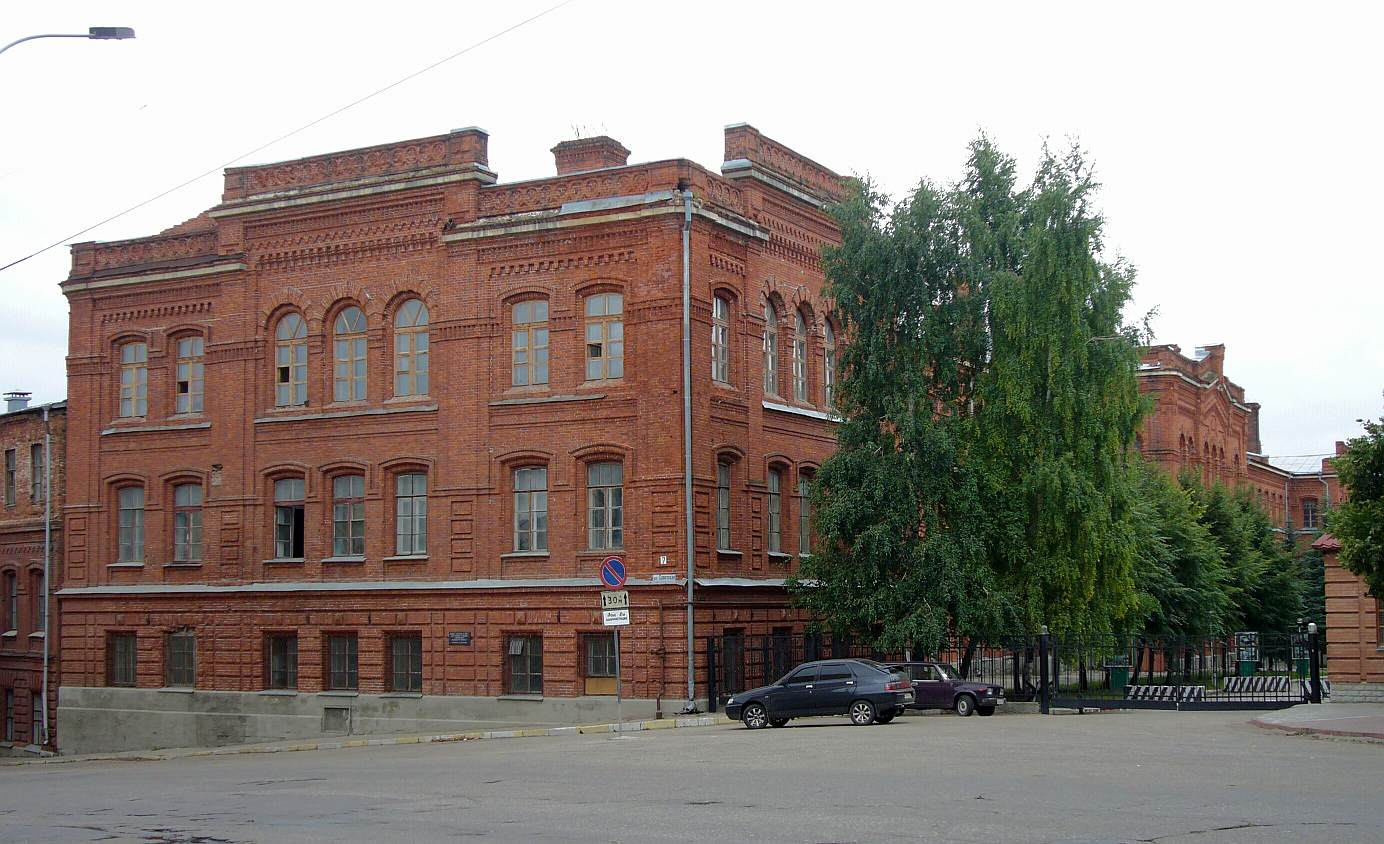
Здание Симбирской военной гимназии — Ульяновского танкового училища — Ульяновского гвардейского военного училища (1991 - 2011).
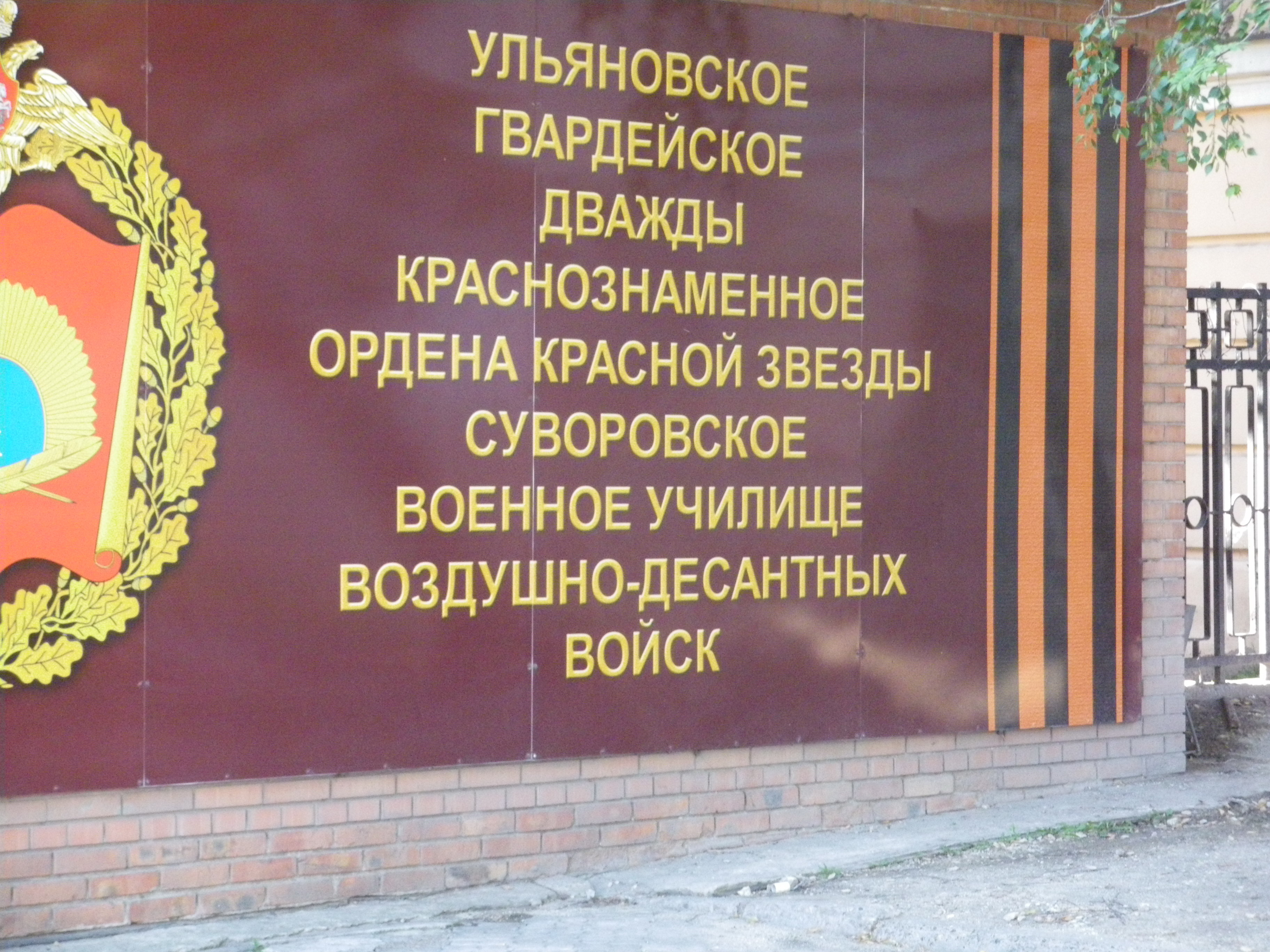
Аншлаг УГСВУ.
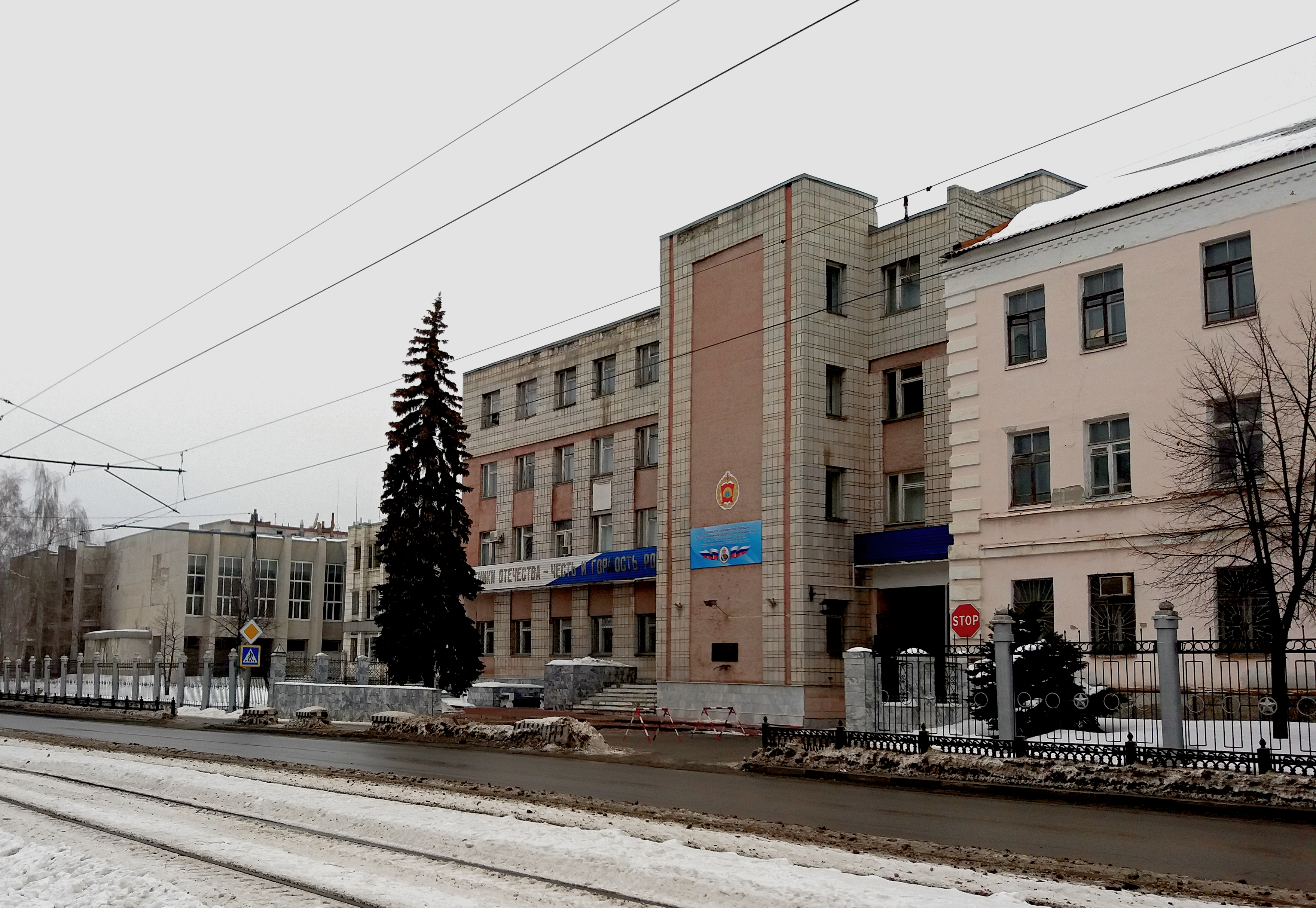
Здание УГСВУ на ул. К. Маркса, 39А (2011 - 2024).
КПП УГСВУ.
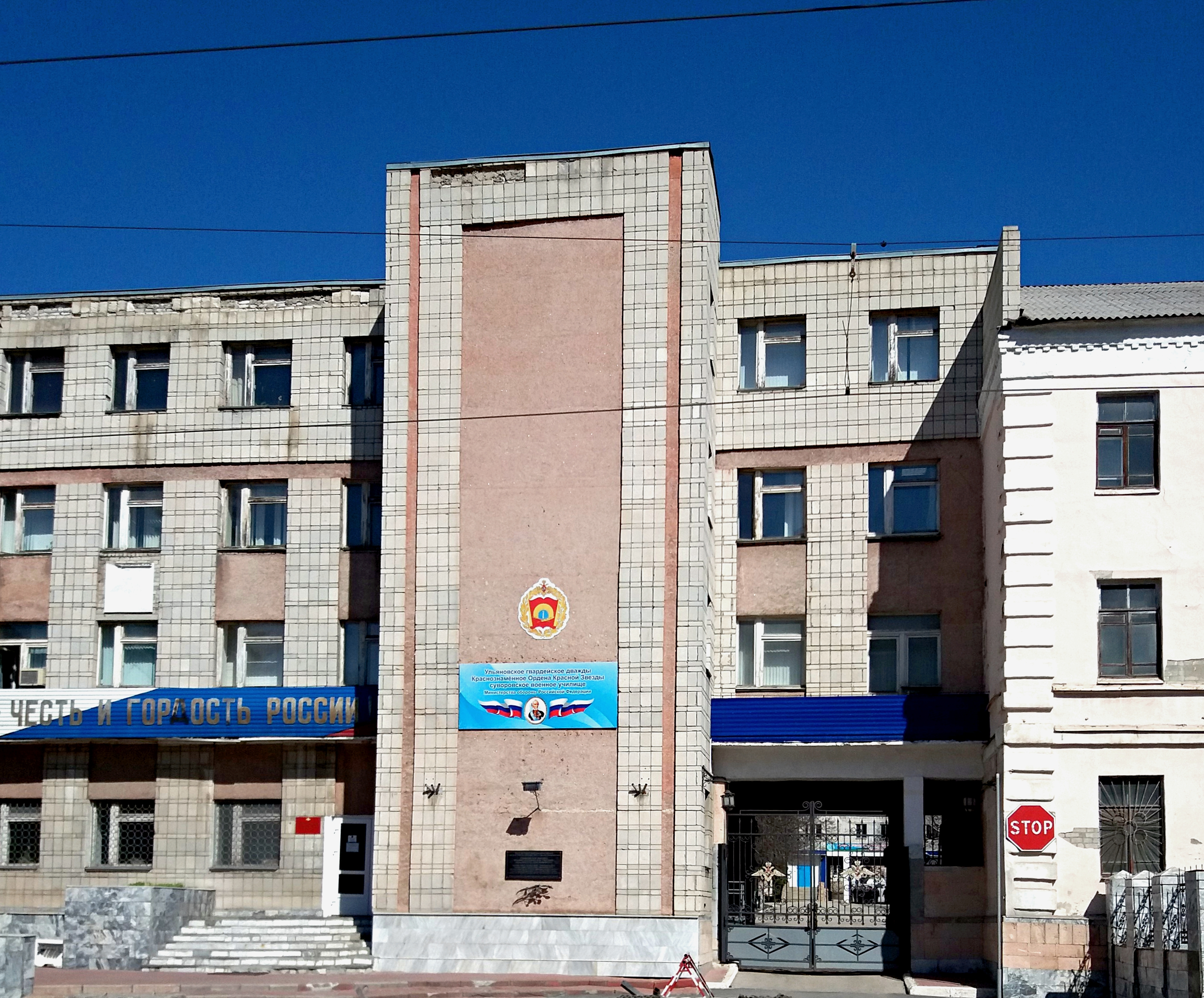
КПП УГСВУ.